# Ваља Дачилор (Констанца)
Ваља Дачилор (рум. Valea Dacilor) насеље је у Румунији у округу Констанца у општини Меџидија. Oпштина се налази на надморској висини од 105 m.

## Становништво
Према подацима из 2002. године у насељу је живело 1405 становника.

### Попис2002.
| Расподела становништва по националности 2002.‍ | Расподела становништва по националности 2002.‍ | Расподела становништва по националности 2002.‍ | Расподела становништва по националности 2002.‍ | Расподела становништва по националности 2002.‍ |
| --------------------------------------------- | --------------------------------------------- | --------------------------------------------- | --------------------------------------------- | --------------------------------------------- |
|                                               |                                               |                                               |                                               |                                               |
| Румуни                                        | Румуни                                        |                                               | 1.113                                         | 79,3%                                         |
| Турци                                         | Турци                                         |                                               | 32                                            | 2,3%                                          |
| Татари                                        | Татари                                        |                                               | 258                                           | 18,4%                                         |